# عقد 90 هـ
عقد 90 هـ هو الفترة بين عام 90 إلى 99 في التقويم الهجري، أي العشر سنوات الأخيرة من القرن الأول الهجري.